# Diplotaxis missionaria
Diplotaxis missionaria är en skalbaggsart som beskrevs av Patricia Vaurie 1960. Diplotaxis missionaria ingår i släktet Diplotaxis och familjen Melolonthidae. Inga underarter finns listade i Catalogue of Life.